# ローナ・ショア
ローナ・ショア（Lorna Shore）は、アメリカ合衆国のデスコア・バンド 。
2021年の楽曲「To the Hellfire」が、TikTokで話題を呼んだ。またSpotifyのバイラル・チャートのトップ10で最高4位を記録し、商業的成功を収める。

## 来歴

### 初期ラインナップとアルバム『Psalms』(2009年～2015年)
2009年の第1四半期にニュージャージー州で結成され。バンド名は『バットマン・コンフィデンシャル』シリーズに登場するバットマンのマイナーな恋敵にちなんで名付けられた最初のEP『Bone Kingdom』は、よりプログレッシブなスタイルではあるが、メタルコア要素のあるサウンドだった。バンドの3番目のEP『Maleficium』は、2013年12月にリリースされた。シングル「Godmaker」のミュージックビデオはYouTubeで投稿された。
ローナ・ショアは『Maleficium』のリリース後、I Declare War、Betraying the Martyrs、Here Comes the Krakenと一緒にカーニフェックスの『Die Without Hope』ツアーのオープニングとして出演した。それ以来、デビュー・アルバムをリリースする前に、ザ・ブラック・ダリア・マーダー、ウィズイン・ザ・ルインズ、アーチスパイア、オセアノ、ファルージャ、フィット・フォー・ジ・オートプシー、リバーズ・オブ・ニヒル、キャトル・デカピテイション、アウント・ア・バーニング・ボディ、ラスト・テン・セカンズ・オブ・ライフ、チェルシー・グリンといったアーティストとツアーを行ってきた。2015年6月9日にデビュー・アルバム『Psalms』が、Density Recordsからリリースされた。同アルバムは、フィット・フォー・ジ・アウトプシーのギタリスト、ウィル・パトニーがザ・マシーン・ショップでプロデュースした。

### アルバム『Flesh Coffin』とヘレラの脱退 (2016–2017)
2016年9月21日、ローナ・ショアはOuterloop Recordsと契約したことを発表した。2017年2月17日に2枚目のアルバム『Flesh Coffin』をリリースした。同アルバムは、オーガスト・バーンズ・レッドやフロム・アッシュズ・トゥ・ニューなどのバンドと仕事をしたことで知られるアトリウム・オーディオのカーソン・スロヴァクとグラント・マクファーランドがプロデュースした。2016年11月17日に「Denounce the Light」というタイトルのシングルをリリースした。2枚目シングル「Fvneral Moon」は2017年1月13日にリリースされた。2017年初頭、ベーシストで結成メンバーのゲイリー・ヘレラが脱退を発表した。その後、『Flesh Coffin』は、トム・バーバー（ボーカル）とゲイリー・ヘレラ（ベース）という、バンドの残り2人の結成メンバーが参加した最後のリリースとなった。

### バーバーとデフリーの脱退、マクリーリーの主張、アルバム『Immortal』(2018 - 2020)
長年のヴォーカリストであるトム・バーバーは、2018年4月にローナ・ショアを脱退し、彼は、今年初めに脱退したアレックス・コーラーの後任として、チェルシー・グリンにボーカリストとして加入することを発表した。ローナ・ショアは、バーバー抜きでも活動を続けることをファンに声明を出した。その後、ピッツバーグを拠点とするデスコア・バンド、サインズ・オブ・ザ・スウォームのCJ・マクリーリーが後任として発表された。マクリーリーが加入後、バンドはシングル「This Is Hell」と「Darkest Spawn」をリリース。バンドはキャトル・デカピテイション、カーニフェックス、ザ・フェイスレスなどをサポートバンドとしてSummer Slaughter Tourに参加した。10月初旬、ローナ・ショアはセンチュリー・メディア・レコードとの契約を発表し、アルバム『Immortal』を発表した。バンドは10月から11月にかけてフィット・フォー・ジ・オートプシーとリバーズ・オブ・ニヒルをサポートした。
2019年12月23日、バンドはマクリーリーの名前で性的虐待の疑惑が発生したため、彼を突然解雇した。疑惑の発端は、マクリーリーの元恋人が、4年間の交際の中で起こったとされる虐待まがいの行為の詳細について、ストーリーやテキストメッセージのスクリーンショットを投稿し始めたことだった。これに続いて、他の何人かの関係者もマクリーリーの同様の不正行為を告発し始めた。その1週間半後、バンドはアジアツアーの中止と、マクリーリーがボーカルを務めるアルバム『Immortal』の発売延期を発表した。しかし、この主張は後に撤回され、アルバムは当初予定されていた1月31日にリリースされることが明らかになった。

### EP『...And I Return to Nothingness』、アルバム『Pain Remains』(2021 - 2024年)

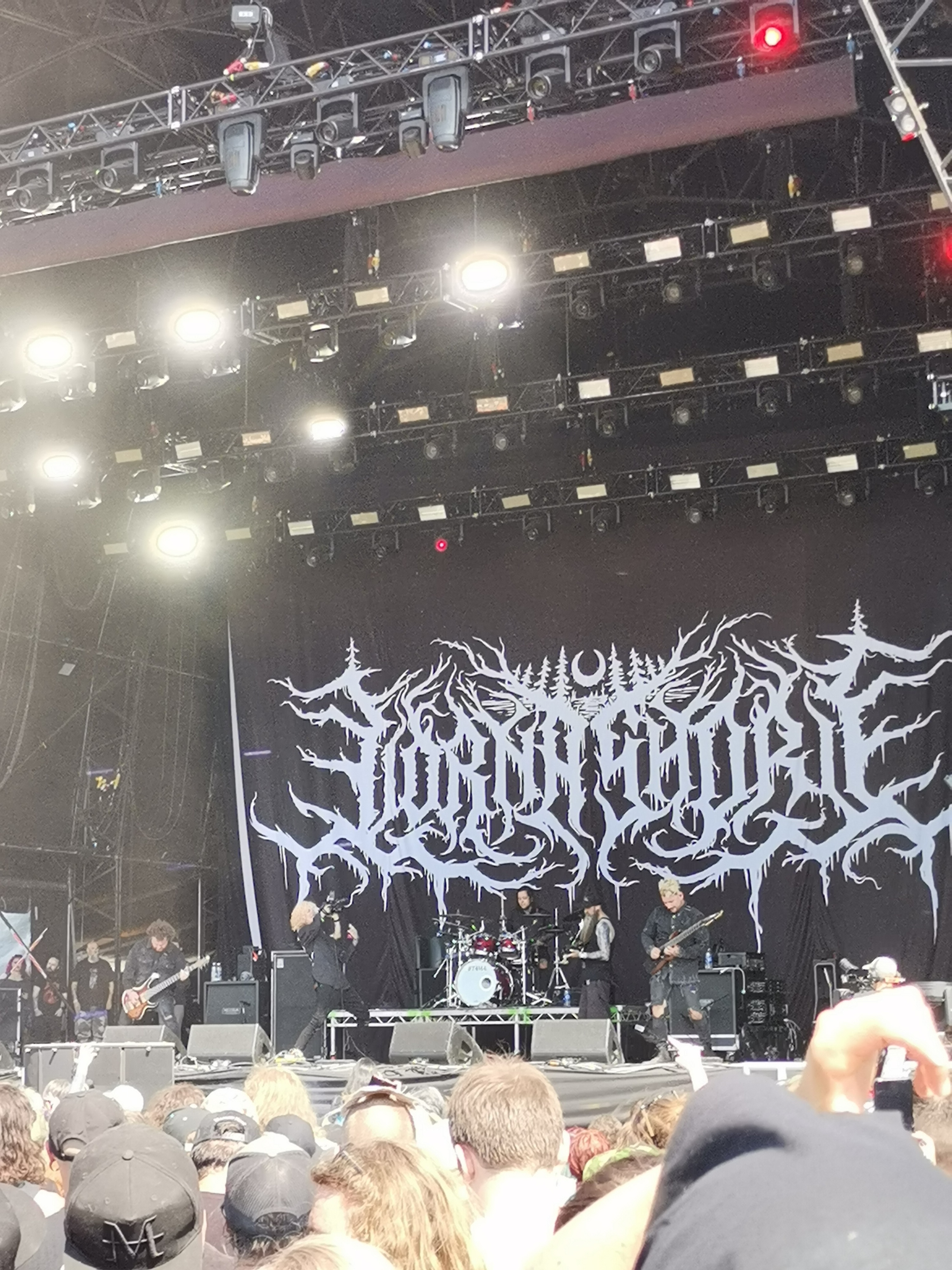
Bloodstock Open Airに出演したローナ・ショア (2022)

そのような状況にもかかわらず、ローナ・ショアはアルバム『Immortal』を引っ提げてヨーロッパ・ツアーを行い、ウィル・ラモス（元『モニュメント・オブ・ア・メモリー』『ア・ウェイク・イン・プロヴィデンス』）が代役としてボーカルを務めた。しかし、新型コロナウイルス感染症の世界的流行により、それ以降の活動はすべて打ち切られた。ツアー中の2021年3月5日、バンドは『Immortal』のインストゥルメンタル版をリリースした。
2021年6月11日、シングル「To the Hellfire」を発表し、またラモスを正式ボーカリスとして活動することを発表した。また、新作EP『...And I Return to Nothingness』の詳細も発表した。
シングル「To the Hellfire」はバンドにとって最大の成功を収め、Spotifyバイラル・チャートのトップ10で4位を記録した。この曲は『リボルバー』誌の読者投票による「2021年ここまでのベスト・ソング」にも選ばれており、ライターのイーライ・エニスは「最近の記憶の中で最も大げさなヘヴィ・デスコアの1曲」と評している。また、Spotifyで最もストリーミングされた曲として「Immortal」を抜き、400万回ストリーミングを超えた。この曲はLoudwireによって「2021年のベスト・メタル・ソング」に選出された。
2021年8月13日に、EP『...And I Return to Nothingness』がリリースされ、タイトル曲は好意的に評価された。ウォール・オブ・サウンド』誌に寄稿したリッキー・アーロンズは、EPとタイトル曲について次のようにレビューしている： 「バンドは壮大な破壊の乗り物を続けているが、前作を彷彿とさせるように、少しタクトを変えている...。リフのテクニカルなディテールとスピードは信じられないほどだ。ラモスは、今回も歌詞の細部まで手を抜かない...。彼は、どのラインがハイで終わるかローで終わるかを考えており、こうした微細なディテールが明暗を分ける。曲はブレイクダウンの激しさに焦点を当てるのではなく、不動の高速ブラストビートとこの素晴らしいバンドのテクニカルな要素に焦点を当てている。」。
2022年4月29日、バンドはアルバム『Pain Remains』からの新曲「Sun//Eater」をコンサートで初披露した。この曲はミュージックビデオとともに5月13日に正式にリリースされた。アルバム発表と同時に、このニューシングルは、『Pain Remains』のレコーディング・セッション中にバンドに加入した新ベーシスト、マイケル・イェーガーを初めてフィーチャーしたものとなった。6月22日、ローナ・ショアは来たるアルバムからのセカンド・シングル「Into the Earth」をミュージック・ビデオ付きで発表した。7月26日、バンドはアルバムからの3枚目のシングル「Cursed to Die」をリリースし、また「Pain Remains」が10月14日にリリースされることを明らかにした。9月14日、バンドはアルバムのタイトル曲「Pain Remains I」の部分を公開した： ダンシング・ライク・フレイムス。「Pain Remains III: In a Sea of Fire」のミュージックビデオは、アルバム発売と同時に2022年10月14日に公開された。2023年9月28日、楽曲「Welcome Back, O' Sleeping Dreamer」のミュージックビデオを公開した。

### アルバム『I Feel the Everblack Festering Within Me 』(2025年 -)
2025年5月16日、ローナ・ショアは、2025年9月12日に発売予定の5枚目のスタジオアルバム『I Feel the Everblack Festering Within Me』からの最初のシングル「Oblivion」をリリースした。

## 音楽性
ローナ・ショアの音楽スタイルは、主にデスコア、ブラッケンド・デス・メタル 、ブラッケンド・デスコア、シンフォニック・メタル 、シンフォニック・デスコアと表現されている。バンドの音楽はブラックメタルの影響を受けており、シンフォニックな要素も取り入れている。バンドの初期の作品では、彼らのメインサウンド以外のメタルジャンルへの試みも見られ、デビューEP『Triumph』はメタルコア、2枚目のEP『Bone Kingdom』はプログレッシブ・デスコアのサウンドに移行し、3枚目のEP『Maleficium』はブラックメタルの影響を初めて示した作品であり、デビューアルバム『Psalms』はデスコアに期待されるブレイクダウンを備えたテクニカル・デス・メタル・アルバムと呼ばれている。

## メンバー

### 現在のラインナップ
- ウィル・ラモス - リードボーカル(2021–現在; ツアーメンバー 2020–2021)
- アダム・デ・ミッコ - リードギター(2010年–現在) ; リズムギター(2011–2015、2019) ; ベース(2017–2021)
- アンドリュー・オコナー - リズムギター(2019–現在) ; ベース(2019–2021)
- マイケル・イェーガー - ベース、バッキングボーカル(2021年–現在) ; ドラムス（2022年ツアーメンバー）
- オースティン・アーキー - ドラムス(2012–現在)

### 過去のラインナップ
- アーロン・ブラウン - リードギター(2009–2010)
- ジェフ・モスコフシアク - リズムギター(2009–2011)
- スコット・クーパー - ドラムス(2009–2012)
- ゲイリー・ヘレラ - ベース(2009–2017)
- トム・バーバー - リードボーカル(2009–2018)
- コナー・デフリー - リズムギター(2015–2019) ; ベース(2017–2019)
- CJ マクリーリー - リードボーカル(2018–2019)